# Дім дивних дітей міс Сапсан
«Дім дивних дітей міс Сапсан» (англ. Miss Peregrine's Home for Peculiar Children) — американський фільм-фентезі, знятий Тімом Бертоном за однойменною книгою Ренсома Ріггза. Прем'єра стрічки в Україні відбулась 6 жовтня 2016 року. Фільм розповідає про 16-річного хлопчика, який вирушає на острів до загадкового сирітського притулку.

## Сюжет
Джейкоб (Джейк) Портман, 16-річний юнак, живе звичайним життям і вважає, що нічим не виразний і від нього нічого не залежить. Одного разу він отримує телефонний дзвінок від діда Ейба із застереженням не наближатися до його будинку. Боячись, що з дідом щось негаразд, Джейкоб спішить до нього разом із лікарем. Але знаходить діда в лісі без очей, який перед смертю наказує відшукати «сапсана в петлі 1943 року». Хлопець не розуміє, що це означає, і раптом бачить у лісі невідому потвору.
Через цю пригоду Джейкоб кілька тижнів лікується в психіатра Голан, адже думає, що бачив галюцинацію. Він згадує як дід розповідав про своє молоде життя в дивному будинку, де жили діти з незвичайними здібностями. З листа від міс Сапсан до Ейба юнак дізнається де розташований цей дім. Він вирушає туди з батьком Крісом відпочити й поправити психічне здоров'я. У будинку, де обоє поселяються, Джейкоб виявляє прохід до 1943 року. Місцеві жителі підозрюють, що він німецький шпигун, але раптом посуд навколо починає літати та спалахує пожежа. Дивні діти, котрі влаштували це, забирають Джейкоба і повідомляють, що вони володіють кожен своїми здібностями, яких немає в інших людей.
Джейк прибуває в «Дім дивних дітей», яким керує, як і розповідав дід, міс Сапсан. Вона знайомить гостя з дітьми та пояснює, що по світу є багато таких місць, де дивні діти можуть жити в безпеці. Сама вона — імбрина, жінка, здатна обертатися на птаха і закільцьовувати час. Тому в «Домі дивних дітей» завжди той самий день, який повторюється нескінченно. Джейкоб дружиться з дівчиною Еммою, легшою за повітря, але Єнох, здатний оживляти неживе, ревнує та радить прибульцеві повернутися у свій час. До того ж тут сталася загадкова смерть одного з вихованців, Віктора, деталі якої від Джейка приховують. З віщого сну Горація всі дізнаються про якусь загрозу іншій імбрині, проте не вірять, що це здійсниться. Сапсан показує як починає новий день за мить до того як на дім падає німецька бомба, і відправляє Джейка назад. Його проводить Емма, наостанок зауваживши, що тільки дивні діти можуть проходити в часові петлі, отже і він має якийсь дар. Раптом поблизу падає поранена пташка, у якій Емма впізнає іншу імбрину.
Повернувшись у 2016, Джейкоб бачить, що хтось убив отару овець і чоловіка, при цьому вийнявши йому очі. Зрозумівши, що це пов'язано з дідовою смертю, юнак повертається в «Дім дивних дітей». Стурбована новиною міс Сапсан розповідає про порожняків. Колись серед людей з дивними здібностями стався розкол, частина їх на чолі з Берроном вирішила жити поза часовими петлями та здобути безсмертя, відібравши здатність керування часом в імбрин. Проте експеримент над імбриною перетворив їх на чудовиськ — порожняків, що відтоді здатні повернути людську подобу тільки пожираючи очі інших людей, особливо дітей.
Поранена імбрина Шилодзьобка розповідає, що на її «Дім дивних дітей» напали порожняки й врятувалася вона одна. Міс Сапсан наказує терміново тікати, щоб створити нову часову петлю. Джейк постає перед вибором: піти з ними чи повернутися у 2016, але тоді вже ніколи не зустріти дивних дітей. Емма проводить його на затонулий корабель, де сховала карту «Домів дивних дітей», яку склав Ейб. Саме в цьому і полягало його завдання — перевіряти безпеку часових петель й усувати порожняків, адже його даром було бачити їх, зазвичай невидимих. Джейкоб усвідомлює, що і він має цей дар.
По поверненню у свій час юнака помічає місцевий орнітолог Джон Леммон. Джейк бачить як за ним слідкує хтось, схожий на порожняка і спішить попередити міс Сапсан. Леммон вирушає слідом, відкриваючи місце розташування входу до часової петлі. Він наздоганяє юнака і демонструє, що є Берроном, який також перетворювався і на його психіатра Голан. Взявши Джейка в заручники, Беррон приходить у «Дім дивних дітей» і вимагає аби Сапсан здалася йому для повторного експерименту зі здобуття безсмертя.
Дивні діти та Джейк відбивають напад прибулого слідом порожняка, але тепер нікому почати новий закільцьований день і бомба на будинок безперешкодно падає. Петля зникає, тепер усім дивним дітям загрожує вплив справжнього плину часу — вони всі постаріють. Емма згадує про затонулий корабель, який своєю силою керування повітрям підіймає з дна. Усі діти вирушають на ньому навздогін врятувати міс Сапсан та інших імбрин, які б заснували нову петлю в 1943.
Корабель прибуває до парку атракціонів, де розміщується прохід з 1943 у 2016 і сховався Беррон і його поплічники. Джейк допомагає виявити порожняків, які завдяки злагодженій роботі всіх дивних дітей один за одним гинуть. Емма затримує Беррона, поки Джейкоб звільняє імбрин, та Беррон усе ж наздоганяє його і набуває його вигляду. Прибулі друзі не можуть відрізнити справжнього, але Джейка вирізняє його здатність бачити порожняків. Він показує на одного з них, котрий хапає Беррона і вириває йому очі, думаючи, що це Джейк. Той гине, а діти застрелюють останнього порожняка з арбалета.
Джейк прощається з дивними дітьми, які вирушають в 1943, поки петля не закрилася. У 2016 дід Ейб виявляється живий, адже історія тепер змінена. Він дарує онукові нову карту й радить знайти своє місце з дивними дітьми. Джейкоб подорожує світом, переходячи з одних петель до інших, урешті дістаючись до корабля перед відплиттям, де возз'єднується з Еммою і друзями.

## У ролях

### Дивні дорослі
| Актор        | Роль                                  |
| ------------ | ------------------------------------- |
| Ева Грін     | міс Сапсан                            |
| Теренс Стемп | Абрагам «Ейб» Портман (дідусь Джейка) |
| Джуді Денч   | пані Шилодзьобка                      |

### Дивні діти
| Актор                     | Роль                                                        |
| ------------------------- | ----------------------------------------------------------- |
| Ейса Баттерфілд           | Джейкоб «Джейк» Портман                                     |
| Елла Пернелл              | Емма Блум (дівчинка, легша за повітря)                      |
| Фінлей Мак-Міллан         | Єнох О'Коннор (хлопчик, що оживляє все неживе)              |
| Лорен Мак-Крості          | Олівія Аброхолос Елефанта (дівчинка, що володіє вогнем)     |
| Кемерон Кінг              | Міллард Наллінгс (невидимий хлопчик)                        |
| Піксі Девіс               | Бронвін Бантлі (надзвичайно сильна дівчинка)                |
| Джорджія Пембертон        | Фіона Фраунфельд (дівчинка, що вирощує рослини)             |
| Майло Паркер              | Г'ю Епістон (хлопчик, всередині якого рій бджіл)            |
| Раффіелла Чепмен          | Клер Денсмор (дівчинка зі ще одним ротом на потилиці)       |
| Гейден Кілер-Стоун        | Горацій Сомнуссон (хлопчик, що бачить пророчі сни)          |
| Джозеф Одвел, Томас Одвел | близнюки (погляд яких перетворює людину в камінь)           |
| Луїс Девісон              | Віктор Брантлі (брат Бронвін, який став жертвою порожняків) |

### Порожняки
| Актор                | Роль                                                         |
| -------------------- | ------------------------------------------------------------ |
| Семюел Лірой Джексон | містер Беррон (лідер Порожняків)                             |
| Еллісон Дженні       | доктор Голан (психотерапевт, один з образів містера Беррона) |
| Руперт Еверетт       | Джон Леммон (орнітолог, один з образів містера Беррона)      |
| Скот Генді           | містер Глісон                                                |
| Гелен Дей            | міс Едвардс                                                  |
| Джек Брейді          | містер Кларк                                                 |
| Філіп Філмер         | містер Арчер                                                 |

### Недивні
| Актор             | Роль                                       |
| ----------------- | ------------------------------------------ |
| Кріс О'Дауд       | Франклін Портман (батько Джейка, син Ейба) |
| Кім Діккенс       | Маріан Портман (мати Джейка)               |
| О-Лен Джонс       | Шеллі (начальник і співробітник Джейка)    |
| Дженіфер Джерекес | Сюзі Портман (тітка Джейка)                |
| Джордж Врайкос    | Боббі (чоловік Сюзі)                       |
| Шон Томас         | Ділан                                      |
| Джастін Девіс     | Ворм                                       |

## Виробництво
17 травня 2011 року права на екранізацію книги «Дім дивних дітей» Ренсома Ріггза були продані компанії 20th Century Fox. 15 листопада того ж року вебвидання Deadline.com повідомило, що на пост режисера розглядається Тім Бертон.
Фільмування фільму почались 24 лютого 2015 року в місцевості Тамба-Бей.

## Критика
Фільм отримав змішані відгуки від кінокритиків. На вебсайті Rotten Tomatoes стрічка має рейтинг 64 % за підсумком 184 рецензій критиків, а її середній бал становить 5.9/10. На Metacritic фільм отримав 57 балів зі 100 на основі 42 рецензій, що вважається «змішаним сприйняттям».
Пітер Дебруге з Variety відзначив доволі кумедний сценарій Джейн Голдман, який дозволив режисеру переглянути та розширити мотиви й теми своїх ранніх робіт. Критик Rolling Stone Пітер Треверс оцінив фільм на 2,5 зірки (з чотирьох) і зауважив, що стрічка переповнена повторюваними трюками Бертона з його минулих хітів, що будить ностальгію за тими часами. Деван Когган з Entertainment Weekly заявила, що стиль картини переважає над її змістом: наприклад, замість розкриття персонажів режисер загострює увагу над їхніми здібностями.